# کرومباخ، فورآرلبرگ
کرومباخ ورارلبرگ (به آلمانی: Krumbach) یک منطقهٔ مسکونی در اتریش است که در ناحیه برگنتس واقع شده‌است. کرومباخ ورارلبرگ ۸٫۷۱ کیلومتر مربع مساحت دارد ۷۳۲ متر بالاتر از سطح دریا واقع شده‌است.